# Winnacker-Küchler: Chemische Technik
Der Winnacker-Küchler: Chemische Technik ist ein Handbuch der Chemischen Technik. Die aktuelle 5. Auflage (2006) umfasst neun Bände mit insgesamt über 9000 Seiten mit rund 5000 Abbildungen und Tabellen.
Es ist ein typisches Multiautorenwerk, an dem über 200 Autoren aus Universitäten und der Industrie gearbeitet haben. Benannt ist es nach Karl Winnacker (1903–1989) und Leopold Küchler (1910–1984), die mehrere Auflagen als Herausgeber betreut haben.
Die erste Auflage von 1950 bis 1954 umfasste fünf Bände.

## Aufbau
Der Winnacker-Küchler ist kein klassisches Lexikon, sondern besteht, ähnlich wie die Makropedia und der Ullmann aus einer relativ kleinen Anzahl von Hauptartikeln, die teilweise aber eine dreistellige Seitenzahl haben. Es ist eines der wenigen Handbücher der Chemie, das noch in deutscher Sprache erscheint.
Die aktuelle, fünfte Auflage aus den Jahren 2003–2006 besteht aus den folgenden Bänden:
- Band 1: Methodische Grundlagen, ISBN 978-3-527-30767-8
- Band 2: Neue Technologien, ISBN 978-3-527-31032-6
- Band 3: Anorganische Grundstoffe, Zwischenprodukte, ISBN 978-3-527-30768-5
- Band 4: Energieträger, Organische Grundstoffe, ISBN 978-3-527-30769-2
- Band 5: Organische Zwischenverbindungen, Polymere, ISBN 978-3-527-30770-8
- Band 6A: Metalle, ISBN 978-3-527-31580-2
- Band 6B: Metalle, ISBN 978-3-527-31578-9
- Band 7: Industrieprodukte, ISBN 978-3-527-30772-2
- Band 8: Ernährung, Gesundheit, Konsumgüter, ISBN 978-3-527-30773-9